# 宮城県民会館

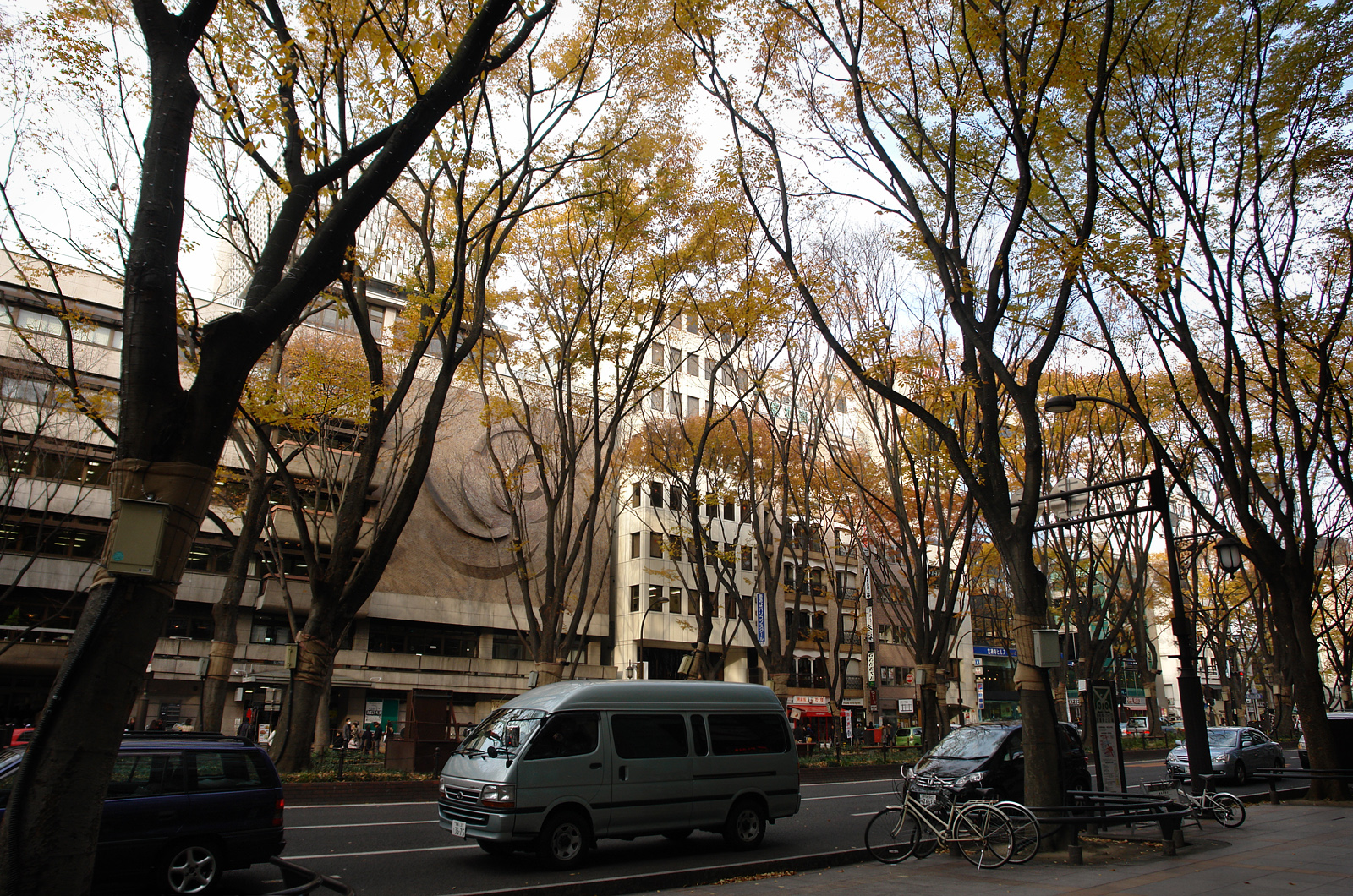
宮城県民会館周辺の様子（2009年11月29日）

宮城県民会館（みやぎけんみんかいかん）は、宮城県仙台市青葉区国分町三丁目にあるコンサートホールと会議室等の文化施設である。開館は1964年（昭和39年）。
命名権の売却により、2008年（平成20年）4月1日から「東京エレクトロンホール宮城」が優先的に用いられる愛称として使用されている。
施設の老朽化に伴い、みやぎNPOプラザ（宮城野区）とともに、仙台市宮城野区の仙台医療センター跡地に移転集約されることになっている。

## 概要
1964年（昭和39年）、宮城県の県民会館条例に基づき設置された。
県民会館条例第3条では、次に掲げる業務を行うとされている。
1. 文化芸術活動のための施設の提供に関すること。
2. 文化芸術を鑑賞する機会の提供に関すること。
3. 文化芸術活動に参加する機会の提供に関すること。
4. 文化芸術活動に係る情報の提供に関すること。
5. 文化芸術団体の育成及び支援に関すること。
6. 文化交流に関すること。
7. 前各号に掲げるもののほか、会館の設置の目的を達成するために知事が必要と認める業務

県内最大である1590席の大ホールを擁し、クラシック音楽、ポピュラー音楽や演歌、演劇、古典芸能、舞踊など、様々な公演がここで催されている。定禅寺通に面して建っている。

### 命名権
宮城県は、2007年（平成19年）に宮城県民会館の命名権を売却した。東京エレクトロン（東京都）がこれを年間5000万円で取得し、施設名称（愛称）が2008年（平成20年）4月1日から「東京エレクトロンホール宮城」になった。2013年（平成25年）4月1日からは、命名権の契約企業が東京エレクトロンの子会社の東京エレクトロン宮城（宮城県黒川郡大和町）に移ったものの、愛称は継続された。2014年（平成26年）4月1日からの愛称も継続が決まり、年間3000万円で東京エレクトロン宮城が再契約した。
| 契約期間                             | 契約企業                       | 契約金額    |
| ------------------------------------ | ------------------------------ | ----------- |
| 2008年4月1日～2013年3月31日（5年間） | 東京エレクトロン（東京都）     | 5000万円/年 |
| 2013年4月1日～2014年3月31日（1年間） | 東京エレクトロン宮城（宮城県） | 5000万円/年 |
| 2014年4月1日～2017年3月31日（3年間） | 東京エレクトロン宮城（宮城県） | 3000万円/年 |
| 2017年4月1日～2020年3月31日（3年間） | 東京エレクトロン宮城（宮城県） | 3000万円/年 |
| 2020年4月1日～2023年3月31日（3年間） | 東京エレクトロン宮城（宮城県） | 3000万円/年 |

### 指定管理者
県民会館条例第4条で指定管理者に会館の管理を行わせることになっている。宮城県民会館の指定管理者には宮城県民会館管理運営共同企業体（公益財団法人宮城県文化振興財団、東北共立、陽光ビルサービスの共同企業体）が指定されている。

## 歴史

### 開館まで
宮城県民会館の建設以前、宮城県の集会場、催事施設として定禅寺通櫓丁に宮城県労働会館があった。宮城県労働会館の建物はもともと1950年（昭和25年）12月に開館した仙台劇場で、宮城県がこれを買収して1954年（昭和29年）4月に宮城県労働会館と改称した。宮城県労働会館は演劇場だったが、政党集会や労働争議集会にも使われた。宮城県労働会館では増改築がたびたび行われたが、老朽化などの問題があり1962年（昭和37年）10月にこの会館は閉館した。
近代的文化施設の建設は宮城県の課題だったが、財政上の問題があり簡単には実現しなかった。日本の高度経済成長の中で、宮城県の財政が回復の兆しを見せはじめると、ようやく宮城県民会館の建設が決まった。1962年（昭和37年）に予算化が行われ、1963年（昭和38年）1月から建設工事が始まった。建設場所は労働会館跡地だったが、それだけでは手狭であるとして、隣接民有地が買収され県民会館の敷地に組み入れられて、敷地面積は約3600平方メートルとなった。山下寿郎（山下寿郎設計事務所）が建物を設計し、外壁デザインを杉村惇が担当した。
宮城県民会館は1964年（昭和39年）7月31日に竣工した。建設費は約6億円（当時）だった。この時の建物は、地下1階、地上6階、建築面積約3200平方メートル、建築総面積約1万2500平方メートルの建物で、大ホール区画と会議室区画に分かれていた。大ホールは1階から5階に渡る吹き抜け構造の多目的ホールで、建設当時は1732の客席があった。また舞台設備として、廻り舞台、花道、オーケストラピットなどが備えられていた。開館に当たって、県民や企業から器具や備品などの寄付があり、大ホールの第一緞帳は七十七銀行が、第二緞帳はユニチカが、絞緞帳は東北電力が寄贈したものだった。同年8月末にこけら落としとして歌舞伎公演や辻久子によるヴァイオリン独奏会が行われ、9月1日をもって宮城県民会館は開館した。開館当時の会議室区画には、売店や理容室、コーヒーショップがあり、地域住民が集まる場所でもあったという。

### 開館後
開館後、コンサートを中心とした様々な催しがここで行われた。1984年（昭和59年）には新日本フィルハーモニー交響楽団を率いた小澤征爾がここでタクトを振った。この他にも、チェコ・フィルハーモニー管弦楽団や、マルタ・アルゲリッチ、ヨーヨー・マ、ミッシャ・マイスキーといった著名な楽団や演奏者がここで演奏した。また、美術文芸講座がここで企画され、絵画や書道、美術教養、短歌、俳句、川柳の6教室が1997年（平成9年）まで開講した。
2001年（平成13年）には、宮城県民会館で劇団四季によるオペラ座の怪人の長期公演が行われた。通常、公営ホールの連続使用は長くて数日までが限界であり、公営ホールでの長期公演は日本全国の中でも前例がなかった。劇団四季が当時宮城県知事だった浅野史郎にミュージカルのロングラン公演について相談したのが事の発端で、最終的にこれは仙台市や商工会議所などを巻き込んだ地域ぐるみの取り組みとなった。これをモデルとして、広島市や静岡市の公営ホールでも劇団四季のロングラン公演が行われた。
2011年（平成23年）3月11日の東北地方太平洋沖地震（東日本大震災）では、内外部共に多大な損傷を受けた宮城県民会館は1年以上に渡る休館に追い込まれた。しかし、建物の復旧は可能と判断され、修繕工事が行われた。宮城県民会館は2012年（平成24年）6月に再び開館し、同月16日に復興祈念コンサートが行われた。この演奏会には、陸上自衛隊の東北方面音楽隊やスタニスラフ・ブーニン、宮城県第三女子高等学校OG合唱団が出演した。東北方面音楽隊は、3月11日の地震発生時にちょうどここでリハーサルを行っており、翌日に予定されていた音楽隊の定期演奏会が取り止めになっていた。震災後の救助活動に尽力したこともあり、音楽隊は演奏会の第1部を担った。17日からは一般利用が再開された。更に2021年、2022年と地震により長期休館を余儀なくされる。

### みやぎNPOプラザと移転集約へ
2019年2月、宮城県は県民会館の建て替えの方向性を探る有識者会議を設置した。5月の第3回会合で複数の県有地の中から宮城野区の仙台医療センター跡地が移転候補地に選出され、9月の第4回会合で県が示した新県民会館を「東北最大の芸術文化拠点」と位置付ける基本方針を出席委員6人が了承した。
2021年1月、宮城県が発表した構想素案で、みやぎNPOプラザ（宮城野区）とともに、仙台市宮城野区の仙台医療センター跡地に移転集約することが発表された。新施設は2028年度中にオープンする計画である。移転後は地下1階、地上5階建ての建物内に、約2,200席の大ホールや、最大約600席のスタジオシアターなどが整備される予定である。

#### 施設
（出典：）
大ホール
- 客席：2,147席（1階：1,280席、2階：413席、3階：454席）
- 車椅子席：35席
- 多目的室：3室
- 楽屋収容人数：約150人

スタジオシアター
- 客席：最大578席（1階：440席、2階：138席）、平土間利用時約1,600人収容
- 車椅子席：6席
- 多目的室：1室
- 楽屋収容人数：約60人

スタジオ
- 客席：約300席収容可能
- 楽屋収容人数：約8人

## 施設
施設内は、ホールと会議室の各々の利用者の動線が分けられており、入口も異なる。

### ホール
会館正面左側の大ホール正面入口から入る。
大ホール
- 1階 - 5階吹き抜け。地下に機械室
- 座席数：1590席（三階層）、車椅子専用3席、車椅子対応可能3席。
- オーケストラピット設置可。

2階
- 2階ロビー

1階
- 1階ロビー
- 大ホール入口

2階
- 201楽屋（定員5名）
- 202楽屋（定員50名）
- 203特別室（定員14名）

地下1階
- B02楽屋（定員50名）
- B03楽屋（定員20名）
- B07楽屋（定員5名）
- 浴室（男・女）

### 会議室
会館正面右側の会議室入口から入る。3階にあるミーティングカルチャールームは、宮城県内で活動している文化団体であれば無料で使用可能となっている（要申込）。
3階
- 305和室（定員15名）
- ミーティングカルチャールーム

2階
- 東龍門（食堂）

1階
- 会議室入口

地下1階
- B01和室

6階
- 601大会議室（定員200名）
- 602中会議室（定員100名）
- 603小会議室（定員40名）

5階
- 501展示室
- 502展示室
- 503教養室（定員20名）
- 504教養室（定員20名）

4階
- 401中会議室（定員100名）
- 402リハーサル室
- 403和室（定員20名）
- 404和室（定員20名）

## 利用実績
- 上段：利用者数
- 下段：利用率

|          | 2003年度   | 2004年度   | 2005年度   | 2006年度   |
| -------- | ---------- | ---------- | ---------- | ---------- |
| 大ホール | 286,530 人 | 268,779 人 | 251,805 人 | 248,077 人 |
| 大ホール | 86.8 %     | 89.9 %     | 77.8 %     | 71.0 %     |
| 会議室   | 319,658 人 | 298,229 人 | 317,987 人 | 276,954 人 |
| 会議室   | 58.8 %     | 55.6 %     | 54.3 %     | 53.3 %     |

| 公演名          | 期間                           | 公演回数 | 観客動員   | 平均         |
| --------------- | ------------------------------ | -------- | ---------- | ------------ |
| オペラ座の怪人  | 2001年4月30日 - 7月21日        | 092 回   | 114,000 人 | 1239.1 人/回 |
| キャッツ        | 2003年12月19日 - 2004年5月5日  | 146 回   | 144,884 人 | 0992.4 人/回 |
| 美女と野獣      | 2008年10月11日 - 2009年1月25日 | 094 回   | 093,000 人 | 0989.4 人/回 |
| マンマ・ミーア! | 2010年10月10日 - 11月23日      | 042 回   | 043,000 人 | 1023.8 人/回 |
| キャッツ        | 2013年4月23日 - 8月20日        | 113 回   | 110,000 人 | 0973.5 人/回 |
| 美女と野獣      | 2015年10月15日 - 2016年1月17日 | 078 回   | 093,000 人 | 1192.3 人/回 |

## アクセス

宮城県民会館は定禅寺通に面して建っている。仙台市地下鉄南北線勾当台公園駅の「公園2番」出口から会館までは300メートルほどの距離で、徒歩では約15分の所要時間である。最寄りのバス停留所は仙台市営バスの「定禅寺通市役所前」である。